# The Future
The Future — дев'ятий студійний альбом канадського автора та виконавця пісень Леонарда Коена, представлений 24 листопада 1992 року на лейблі Columbia Records.
Альбом досяг 36 позиції у британському чарті і став комерційно успішних у Канаді, отримавші двічі платинову сертифікацію.

## Про альбом
The Future найбільш жанрово різноманітний із всіх альбомів, записаних раніше Коеном. На платівці можна почути госпел-хор (власне «The Future»), баладу, записану із синтезатором («Waiting for the Miracle»), кантрі («Closing Time»), оркестр стакато («Democracy»). Хоча альбом був не надто успіший у комерційному плані на міжнародному ринку, проте досяг успіху на Батьківщині Коена, у Канаді. Композиція «Tacoma Trailer» — єдиний інструментал музиканта (якщо не рахувати імпровізацію на альбомі Live Songs). Практично всі пісні із альбому були використані у голівудських фільмах.

## Список композицій
| #     | Назва                     | Тривалість |
| ----- | ------------------------- | ---------- |
| 1.    | «The Future»              | 6:41       |
| 2.    | «Waiting for the Miracle» | 7:42       |
| 3.    | «Be for Real»             | 4:32       |
| 4.    | «Closing Time»            | 6:00       |
| 5.    | «Anthem»                  | 6:09       |
| 6.    | «Democracy»               | 7:13       |
| 7.    | «Light as the Breeze»     | 7:17       |
| 8.    | «Always»                  | 8:04       |
| 9.    | «Tacoma Trailer»          | 5:57       |
| 59:37 |                           |            |